# Julio Camarena Laucirica
Julio Camarena Laucirica (Ciudad Real, 21 de febrero de 1949 - 22 de noviembre de 2004), folclorista y economista español.

## Biografía
De familia materna vasca y paterna procedente del pueblo manchego de Piedrabuena, sus dos padres eran maestros y, aunque nació en Ciudad Real y cursó sus primeros estudios en el colegio de los Marianistas, pasó su adolescencia y juventud en Bilbao y se licenció en Ciencias Económicas en la Facultad de Sarriko (Bilbao). Ingresó en la Administración del Estado y se trasladó a Madrid, donde residió toda su vida en compañía de su esposa e hijos. Desde entonces dedicó sus ratos libres, como otro singular folklorista, Alexandr Nikoláievich Afanásiev, el gran editor y recolector de cuentos folclóricos rusos del XIX, a recoger, transcribir, editar y estudiar los cuentos españoles de tradición oral sin abandonar su discreto puesto de funcionario en la administración de su país.
A finales de los ochenta colaboró en el Seminario Interfacultativo Menéndez Pidal estudiando el Romancero de la provincia de León. Editó además los Cuentos populares de Castilla y León (1988) que en la época de la República y de la Guerra Civil había compilado en España el investigador estadounidense Aurelio M. Espinosa (hijo), encargándose de refinar su aparato crítico en contacto y colaboración con el propio Espinosa, quien, ya muy anciano (falleció casi centenario, en California, poco antes de que lo hiciera el propio Julio) vio así cumplido su sueño. En 1991 vieron la luz sus dos excepcionales volúmenes de Cuentos tradicionales de León, que Julio había registrado en pueblos y aldeas de aquella provincia en sus períodos vacacionales. Formó parte del Equipo Fuentes de la Etnología Española que, dirigido por Julio Caro Baroja, dependía del C.S.I.C., y fue miembro de la International Society for Folk Narrative Research. Después colaboró con el gran folklorista de la Universidad de Burdeos Maxime Chevalier en la elaboración de los cuatro primeros tomos del Catálogo tipológico del cuento folclórico español, dejando preparado el quinto, aún inédito, y una gran cantidad de fichas de la sexta parte del Catálogo, la más extensa, compleja y difícil dedicada a los cuentos satíricos. También publicó artículos acerca del cuento folclórico español dedicados a las reminiscencias de mitos clásicos en la tradición oral moderna, a la mitología ibérica sobre el lobo y a las leyendas españolas sobre hombres lobo, a las versiones españolas e hispanoamericanas de La bella durmiente, a la tradición cuentística vasca, a los cuentos insertos o reelaborados en las novelas picarescas de los siglos XVI y XVII, a los relatos tradicionales sefardíes... Dedicó sus últimos esfuerzos, antes de morir prematuramente a los cincuenta y cuatro años, a una serie (que quedó inconclusa a los tres artículos) sobre los paralelos cuentísticos de los mitos bíblicos, a ultimar la revisión y edición de una gran colección de cuentos de Las Hurdes y a ofrecer diversas conferencias. Legó su importante biblioteca especializada en el cuento y la leyenda tradicionales al Centro de Estudios Cervantinos.

## Obras
- Cuentos tradicionales recopilados en la provincia de Ciudad Real. Ciudad Real: Consejo Superior de Investigaciones Científicas, 1984.
- Cuentos tradicionales (II) recopilados en la provincia de Ciudad Real. Ciudad Real: Instituto de Estudios Manchegos (CSIC), 2012.
- Cuentos de los siete vientos (tomo I). Madrid: Alborada Ediciones, 1987.
- Cuentos de los siete vientos (tomo II). Madrid: Alborada Ediciones, 1988.
- Cuaderno de cuentos de los siete vientos (tomos I y II). Madrid: Alborada Ediciones, 1988.
- Tradiciones orales leonesas (tomo III): Cuentos tradicionales de León, I. Madrid: Editorial Complutense, 1991.
- Tradiciones orales leonesas (tomo IV): Cuentos tradicionales de León, II. Madrid: Editorial Complutense, 1991.
- Repertorio de los cuentos folclóricos registrados en Cantabria. Santander: Universidad de Cantabria, 1995.
- Con Fernando Gomarín, Seis cuentos de tradición oral en Cantabria (1994).
- Catálogo tipológico del cuento folclórico español: cuentos maravillosos. Madrid: Gredos, 1995 (en colaboración con M. Chevalier).
- Catálogo tipológico del cuento folclórico español: cuentos de animales. Madrid: Gredos, 1997(en colaboración con M. Chevalier).
- Catálogo tipológico del cuento folclórico español: cuentos religiosos. Madrid: Gredos, 2003 (en colaboración con M. Chevalier).
- Catálogo tipológico del cuento folclórico español: cuentos-novela. Madrid: Gredos, 2003 (en colaboración con M. Chevalier).